# Lineament
Ein Lineament ist eine gerade oder leicht gebogene, linienhafte Struktur, an der eine Oberfläche oder ein Körper charakteristische Merkmale aufweist oder an der sich der Aufbau ändert.
Im allgemeinen Sprachgebrauch wird als Lineament auch ein Charakterzug bezeichnet. Früher bezeichnete man auch den Umriss, den Gesichtszug oder auch die Linien der Hand als Lineament.

## Geowissenschaften
Der Begriff wird in der Geologie und eng verwandten Fächern für die geometrische Schnittlinie eines regional oder sogar kontinentweit bedeutenden Systems tektonischer Störungen mit der Erdoberfläche verwendet. Diese Störungen können tief in die Erdkruste hineinreichen (nicht selten bis in den oberen Erdmantel). Geologische Lineamente stehen eng mit plattentektonischen Vorgängen in Zusammenhang, die durchaus auch in der entfernteren geologischen Vergangenheit liegen können.
Zu den größten dieser Strukturen auf der Erde zählt der Ostafrikanische Grabenbruch. Eines der bedeutendsten Lineamente in Europa ist die Mittelmeer-Mjösen-Zone, die in Gestalt u. a. des Rhonetals, des Oberrheingrabens und des Oslofjords auch geomorphologisch zum Ausdruck kommt.
Auch auf anderen Planeten und Monden des Sonnensystems gibt es Lineament-Systeme. Manche sind wahrscheinlich durch tatsächliche Bewegungen der planetaren Kruste entstanden, wie z. B. auf dem Merkur oder auf den Jupitermonden Ganymed und Europa und auf dem Saturnmond Enceladus.
Hingegen sind die 1877 von Giovanni Schiaparelli als „Kanäle“ (Canali) beschriebenen Linien auf der Oberfläche des Mars überwiegend keine Lineamente im geologischen Sinn, sondern ein Artefakt u. a. der geringen Auflösung des seinerzeit von ihm verwendeten Teleskops. Nichtsdestoweniger wurden infolge der detaillierten Erkundung der Marsoberfläche mithilfe von Raumsonden und Satelliten (insbesondere Mars Express) auch dort ausgedehnte Lineamentsysteme tektonischen Ursprungs identifiziert.